# Dècada del 1230

## Esdeveniments
- Conquesta de Mallorca i València per part de la Corona d'Aragó regida per Jaume I
- Conquesta de taifa de Còrdova per part del Regne de Castella
- Els mongols envaeixen Rússia[1]
- Prossegueix la Sisena Croada
- Es compon la Gesta Regum Britanniae, poesia èpica
- Data suposada de la confecció del còdex Carmina burana.

## Personatges destacats
- Jaume I
- Gregori IX
- Teobald I de Navarra
- Frederic II del Sacre Imperi Romanogermànic